# Războiul Pacificului

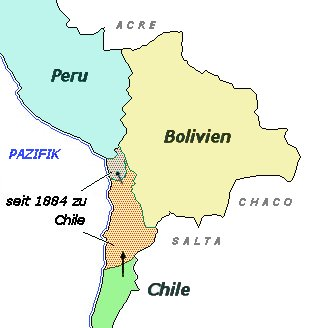

Războiul Salpetrului (1879-1884) spaniolă Guerra del Pacífico, motivul fiind Regiunea Atacama azi în nordul Chile și Lima care se află azi în Peru.

## Istoric
La sfârșitul dominației coloniale spaniole în America de Sud ( 1810 - 1830), apare un conflict între noile state independente Chile, și statele aliate Peru și Bolivia. Motivul fiind regiunea Atacama bogată în salpetru. 
Chile reușește cu ajutorul Marii Britanii să câștige războiul.